# Schutzschrift
Eine Schutzschrift (im Strafrecht auch Verteidigungsschrift) ist ein Schriftsatz an ein Gericht, der verhindern soll, dass im Rahmen eines befürchteten vorläufigen Rechtsschutzverfahrens ein Entscheid zum Nachteil der Partei, die den Schriftsatz vorsorglich eingereicht hat, ergeht.

## Deutschland

### Allgemein
Mit der Schutzschrift, die zunächst von der Praxis entwickelt und seit dem 1. Januar 2016 in § 945a Abs. 1 S. 2 ZPO ausdrücklich anerkannt wurde, soll im Sinne eines vorbeugenden Verteidigungsmittels verhindert werden, dass im einstweiligen Verfügungsverfahren ein Verfügungsbeschluss ohne mündliche Verhandlung (§ 944 ZPO) des Antragsgegners erfolgt oder ein Antrag auf Arrest positiv beschieden wird. Ob das Gericht eine mündliche Verhandlung anordnet oder unmittelbar durch Beschluss entscheidet, steht im Ermessen des Gerichts (§ 937 Abs. 2 ZPO) und wird unterschiedlich gehandhabt. Bei seiner Entscheidung hat das Gericht nach dem Grundsatz des rechtlichen Gehörs jedoch in jedem Fall den Inhalt der eingereichten Schutzschrift zu berücksichtigen. Es kann trotz hinterlegter Schutzschrift eine einstweilige Verfügung durch Beschluss ergehen, wenn nach freier Überzeugung des Vorsitzenden Richters der zuständigen Kammer die Argumente aus der Schutzschrift nicht durchgreifen.
Damit ein Beschluss ohne mündliche Verhandlung ergehen darf, ist neben dem Verfügungsanspruch (z. B. § 1004 BGB oder § 8 UWG) eine Dringlichkeit (= Verfügungsgrund) erforderlich. Es muss ein „dringender Fall“ vorliegen. Ein dringender Fall besteht dann, wenn eine Verzögerung der Entscheidung den Zweck des Beschlusses verfehlen würde. Die Schutzschrift ist u. a. im Bereich des gewerblichen Rechtsschutzes anzutreffen, da Wettbewerbsstreitigkeiten schnelle Verfahren veranlassen. In diesen Streitigkeiten wird die Dringlichkeit widerlegbar vermutet, § 12 Abs. 2 UWG. Zweck der Schutzschrift ist somit einerseits, dass die Darstellung des Anspruchsgegners, die gegen einen Verfügungsanspruch spricht, Berücksichtigung findet und andererseits, dass zumindest ein Beschluss ohne mündliche Verhandlung verhindert wird.
Die Schutzschrift ist nur eine Möglichkeit der Reaktion auf eine Abmahnung. Es gibt weitere Varianten: die negative Feststellungsklage, die Gegenabmahnung, die Abgabe oder Nichtabgabe der strafbewehrten Unterlassungserklärung. Angesichts der u. U. hohen Schäden und Kosten empfiehlt sich in jedem Fall eine sorgfältige Prüfung und Abwägung.

### Das elektronische Schutzschriftenregister
Gemäß dem zum 1. Januar 2016 in Kraft getretenen § 945a ZPO führt die Landesjustizverwaltung Hessen für die Länder ein zentrales, länderübergreifendes elektronisches Register für Schutzschriften (Schutzschriftenregister). Sobald eine Schutzschrift in dieses zentrale elektronische Schutzschriftenregister (ZSSR) eingestellt ist, gilt sie als bei allen ordentlichen Gerichten der Länder (§ 945a Abs. 2 Satz 1 ZPO) und allen Arbeitsgerichten der Länder (§§ 62 Abs. 2 S. 3, 85 Abs. 2 S. 3 ArbGG) eingereicht. Keine Anwendung findet diese Gesetzesfiktion auf das Verfahren auf Erlass einer einstweiligen Anordnung nach §§ 49 ff FamFG, sowie auf die öffentlich-rechtlichen Fachgerichte.
Da der potentielle Antragsgegner und Schutzschrifthinterleger, bei mehreren für den erwarteten Verfügungsantrag in Betracht kommenden Gerichten, insbesondere aufgrund des „fliegenden Gerichtsstandes“, nicht immer sicher sein konnte, bei welchem Gericht der Antragsteller den Antrag zum Erlass einer einstweiligen Verfügung einreichen wird, war es in der bisherigen Praxis üblich, die Schutzschrift bei mehreren Gerichten einzureichen. Diese Mehrfacheinreichung entfällt, wodurch dem Antragsgegner die Verteidigung erleichtert wird. Wird trotz fehlendem Anwaltszwangs ein Anwalt zur Schutzschrifteinreichung hinzugezogen, so ist dieser nach § 49c BRAO berufsrechtlich zur Nutzung des ZSSR hierbei verpflichtet. Für alle anderen stellt das ZSSR hingegen lediglich eine alternative Art der Einreichung dar, während ihnen die zuvor übliche schriftliche Einreichung bei dem für den erwarteten Antrag als zuständigen erachteten Gerichten weiterhin offensteht.
Der Schutzschrift ist bei Einreichung in das ZSSR gemäß § 2 Abs. 1 S. 2 Schutzschriftenregisterverordnung (SRV) ein einheitlich strukturierter Datensatz beizufügen, der zumindest die Bezeichnung der voraussichtlichen Parteien und Angaben bezüglich des möglichen Streitgegenstands enthält. Zusammen mit möglichen Anlagen sind diese Dateien als elektronisches Dokument bei dem Register einzureichen (§ 2 Abs. 2 SRV). Nach § 2 Abs. 4 S. 1 SRV muss das elektronische Dokument eine qualifizierte elektronische Signatur enthalten. Erfolgt die Einreichung jedoch auf einem sicheren Übermittlungswegs (über ein De-Mail-Konto, das besondere elektronische Anwaltspostfach (beA) oder ein auf gesetzlicher Grundlage errichtetes elektronisches Postfach, das dem beA entspricht), so reicht seit dem 1. Januar 2017 eine einfach elektronische Signatur aus (§ 2 Abs. 4 S. 1 SRV).
Nach der Einreichung ist die Schutzschrift unverzüglich in des ZSSR einzustellen und anschließend dem Hinterleger eine Einstellungsbestätigung zu übersenden (§ 3 SRV). Aus Art. 103 Abs. 1 GG ergibt sich für die Gerichte die Pflicht bei Eingang eines Antrags auf einstweilige Verfügung das ZSSR auf mögliche hinterlegte Schutzschriften zu prüfen. Gemäß § 945 a Abs. 3 ZPO ist der Zugriff der Gerichte auf das erforderliche Maß einzuschränken und jeder Zugriff zu protokollieren. Der mögliche Antragssteller hat hingegen kein Recht darauf vor Antragsstellung zu erfahren, ob sein potentieller Antragsgegner eine Schutzschrift eingereicht hat.
In dem ZSSR verbleibt die eingestellte Schutzschrift für 6 Monate bevor diese gemäß § 945a Abs. 2 S. 2 ZPO und § 6 Abs. 1 SRV zu löschen ist. Diese kurze Einstellungszeit basiert auf dem Schutz der Daten des Einreichenden, sowie der Tatsache, dass Schutzschriften als Reaktion auf erwartete einstweilige Verfügungsanträge stets aus aktuellem Anlass eingereicht werden. Weiterhin wird die Schutzschrift auch auf Antrag des Einreichenden jederzeit unverzüglich gelöscht, wobei der Antrag auf Löschung den gleichen Anforderungen wie die Einreichung genügen muss (§ 6 Abs. 2 SRV).
Die Kosten für die Einstellung einer Schutzschrift in das ZSSR belaufen sich nach § 1 Nr. 5a Justizverwaltungskostengesetz,  Nr. 1160 Kostenverzeichnis auf 83 €. Diese sind von dem Hinterleger zu zahlen. Kommt es nicht zu dem vermuteten Verfügungsantrag oder unterliegt der Antragsgegner in dem Verfahren, so muss er diese auch weiterhin tragen. Ist der Hinterleger jedoch im Verfügungsverfahren erfolgreich, so sind die Kosten der Einreichung erstattungsfähig.
Das Schutzschriftenregister, was bisher durch die EEAR (Europäische EDV-Akademie des Rechts gGmbH) betrieben wurde, wurde zum 1. Januar 2016 durch das neue zentrale Schutzschriftenregister abgelöst. Das Schutzschriftenregister soll im Parallelbetrieb neben dem Schutzschriftenregister nach § 945a ZPO so lange fortgeführt werden, bis eine flächendeckende Versorgung der Rechtsanwälte mit Signaturkarten und damit eine umfassende Nutzung des neuen Registers gewährleistet ist.

## Schweiz
Die Schutzschrift ist in Art. 270 ZPO, welche auf den 1. Januar 2011 in Kraft getreten ist, ausdrücklich vorgesehen. Danach kann, wer Grund zur Annahme hat, dass gegen ihn ohne vorgängige Anhörung die Anordnung einer superprovisorischen Maßnahme, eines Arrests, einer Vollstreckbarerklärung nach dem Luganoübereinkommen oder einer anderen Maßnahme beantragt wird, seinen Standpunkt vorsorglich in einer Schutzschrift darlegen.